# هيرمان شيرمان
هيرمان شيرمان (بالإنجليزية: Herman Sherman)‏ هو عازف جاز أمريكي، ولد في 28 يونيو 1923، وتوفي في 10 سبتمبر 1984.